# Dadeville (Alabama)
Dadeville – miasto w Stanach Zjednoczonych, w stanie Alabama, stolica hrabstwa Tallapoosa. W 2008 liczyło 3382 mieszkańców. W roku 2023 liczba mieszkańców spadła do 2960 osób, a gęstość zaludnienia do 71,5 osoby/km².